# 2015年巴庫住宅大樓火災
2015年巴庫住宅大樓火災，是指發生於2015年5月19日，在亞塞拜然巴庫市比那加迪區阿扎德雷格路（Azadlig Avenue），一棟16層高的住宅大樓火災。此次火災造成了15人死亡，其中包括了年仅5岁的小孩。另外63人中有不同程度的烧傷和因有毒气体而中毒。
2015年4月10日，在巴庫市也發生過類似的火災，但當時並沒有人員傷亡。初步調查事故原因是裝修中的大樓使用了易燃材料。
5月20日，總統伊利哈姆·阿利耶夫視察了火災現場，並召開了火灾事故处理会议。